# 3869 Norton
För andra betydelser, se Norton.
3869 Norton eller 1981 JE är en asteroid i huvudbältet som upptäcktes den 3 maj 1981 av den amerikanske astronomen Edward L.G. Bowell vid Anderson Mesa Station. Den är uppkallad efter den amerikanske astronomen Arthur P. Norton.
Asteroiden har en diameter på ungefär 8 kilometer.